# Aneomochtherus darvasicus
Aneomochtherus darvasicus là một loài ruồi trong họ Asilidae. Aneomochtherus darvasicus được Lehr miêu tả năm 1996. Loài này phân bố ở vùng Cổ Bắc giới.